# Provincia Bujumbura Mairie
Provincia Bujumbura Mairie este una dintre cele 17 unități administrativ-teritoriale de gradul I ale statului Burundi. Reședința provinciei este orașul Bujumbura, care are rol de capitală a țării.